# Серпухов (станція)
Сéрпухов (рос. Серпухов) — вузлова залізнична станція 1-го класу Московсько-Курського центру організації роботи залізничних станцій ДЦС-1 Московської дирекції управління рухом Курського напрямку Московської залізниці у підмосковному місті Серпухов. Станція відноситься до 11-ї тарифної зони.
Від залізничної станції Серпухов відгалужуються дві неелектрифіковані залізничні лінії, що обслуговують промислові підприємства — одна на станцію Пост 4 км, інша на — станцію ППЗТ. Станція Пост 4-й км є невеликою вузловою станцією, від якої крім відгалужень на промислові підприємства відгалужуються ще дві неелектрифіковані залізничні лінії — одна на станцію Серпухов-2, інша — у напрямку міста Протвіно. Станції Серпухов-2 і ППЗТ обслуговують лише промислові підприємства.
Станція Пост 4 км обслуговує ЗАТ «Роллтон», ФГУП «75-й арсенал», ТОВ «Екоресурс». Станція Серпухов-2 обслуговує вугільний склад. Станція ППЗТ обслуговує 250-й завод залізно-бетонних виробів, нафтобази «Ока-Ойл», ЗАТ «Керамзит», ЗАТ Бетонтранссервіс, Підприємства Вторчормета на Борисовському та Окському шосе.

## Історія
Дільницю залізниці від Москви до Серпухова відкрито у листопаді 1865 року, яка стала першою на цьому напрямку. 11 листопада 1867 року розпочався регулярних рух поїздів до Тули.
Вокзал Серпухова — один із найстаріших в Росії. Будівництво будівлі вокзалу завершено 1868 року, яка побудована за проєктом архітектора Федора Карловича Кнорре в еклектичному стилі, на той час вважалась найвищою будівлею в місті і повіті, не враховуючи монастирів і храмів.

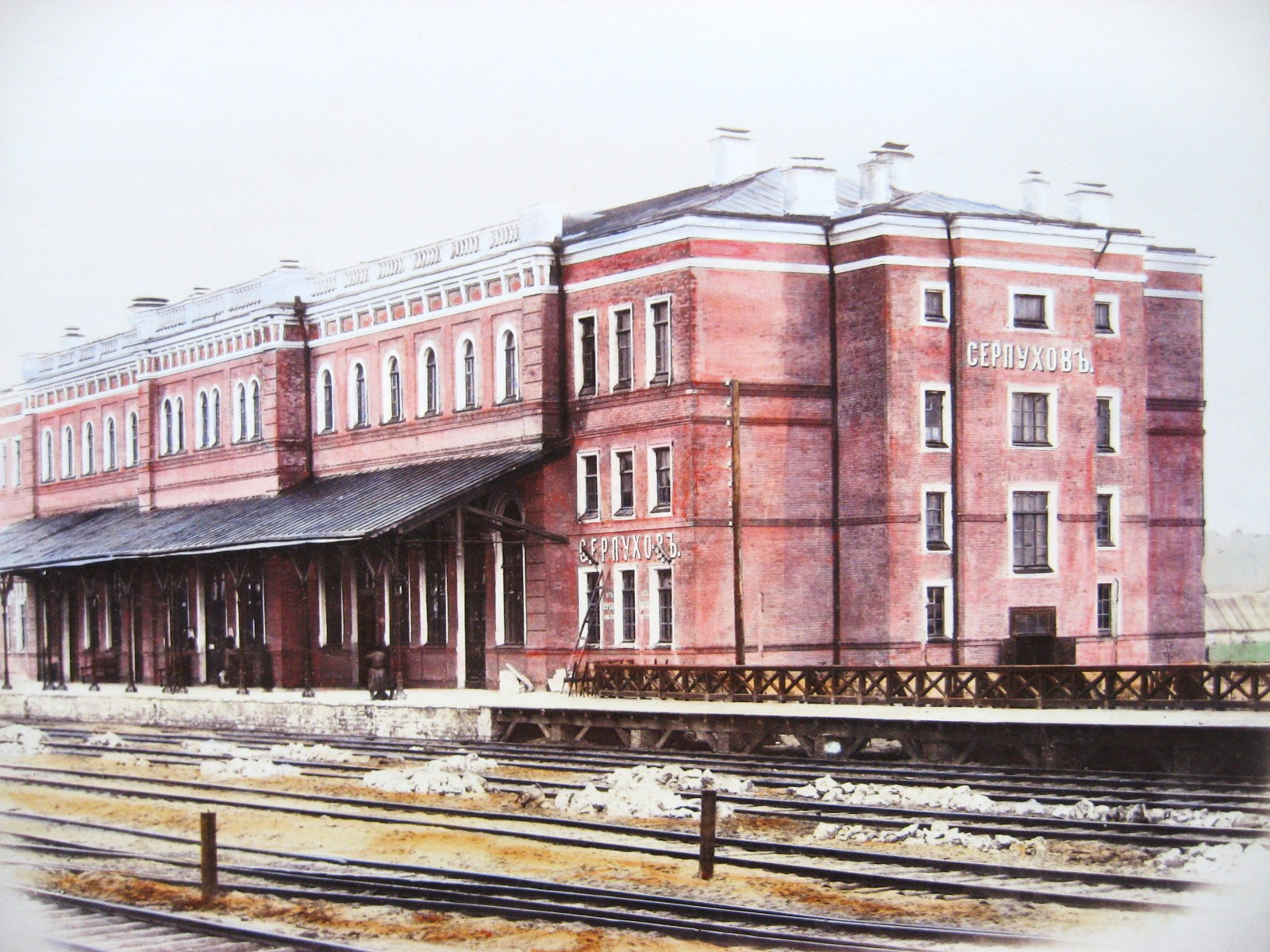
Вокзал у 1885 році
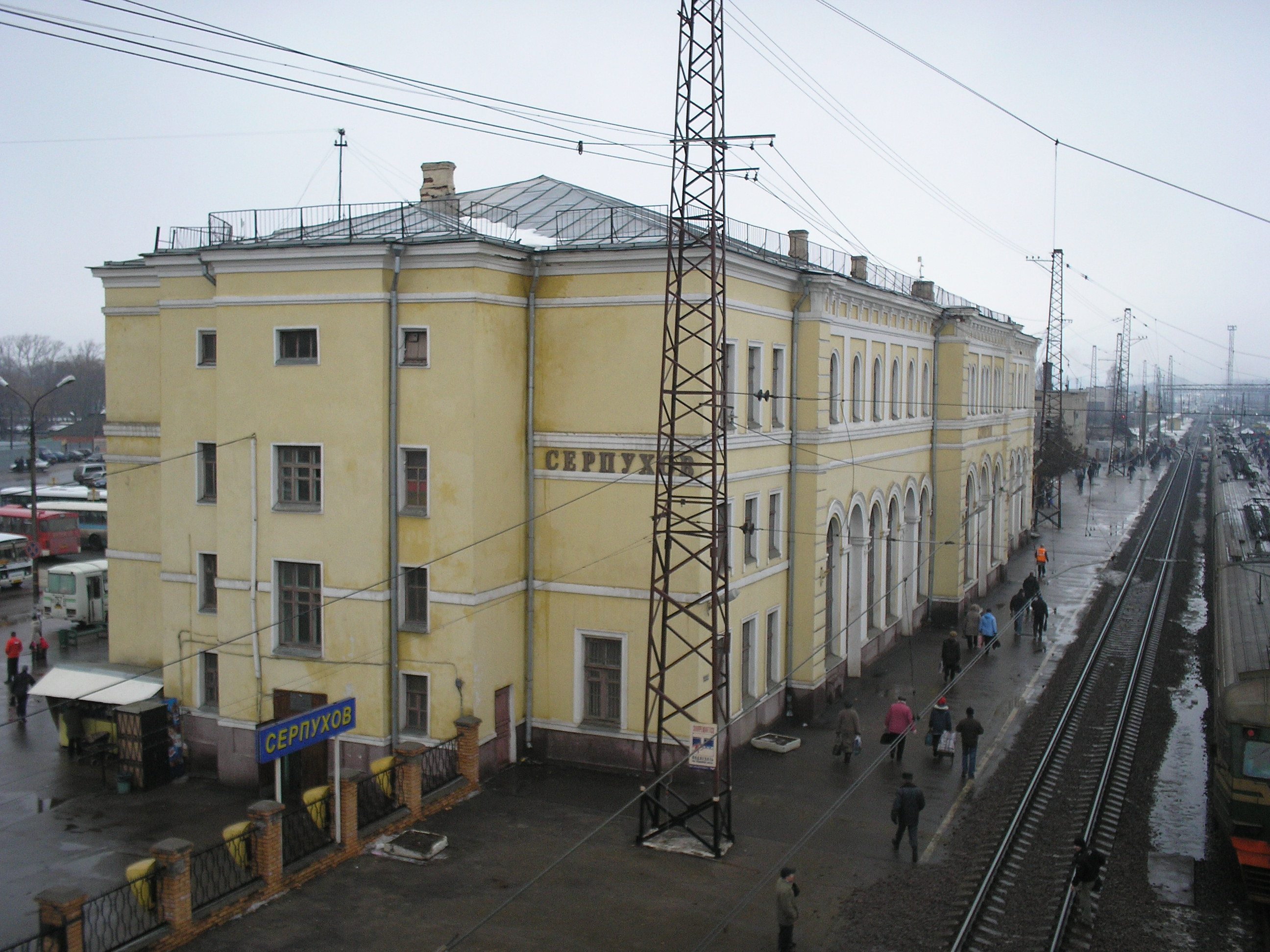
Вокзал у 2011 році
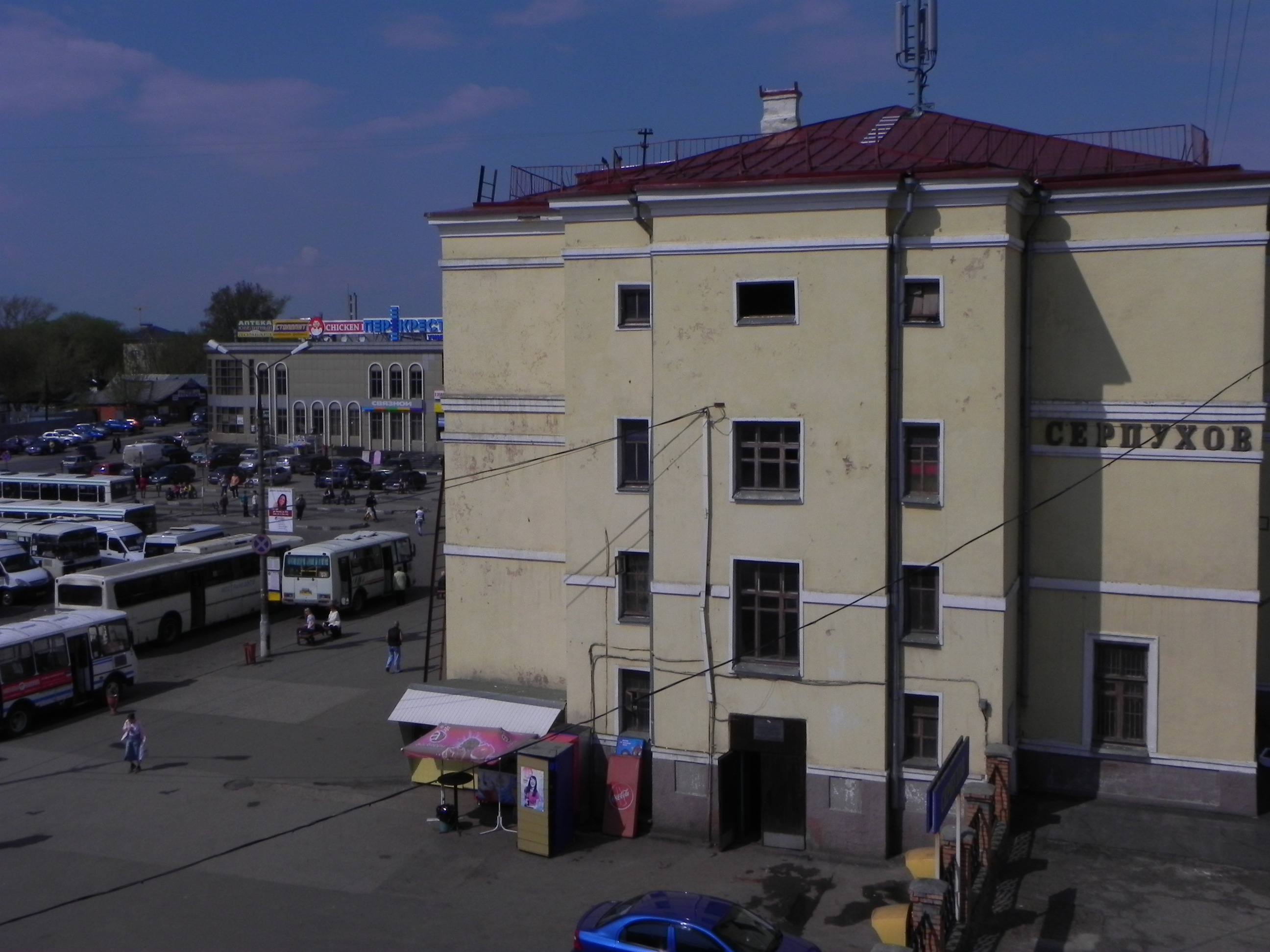
Вигляд з південної сторони вокзалу

Наприкінці XIX століття будівля вокзалу постраждала через порушення дренажної системи: були послаблені фундамент і несучі стіни; впливу зазнала кладка стін, з'явився грибок, постраждали перекриття покрівлі. Вважається, що архітектурні особливості будівлі збережені з моменту спорудження в практично незмінному вигляді.
Подібна будівля вокзалу розташована на станції Скуратово у Чернському районі Тульської області.

## Розташування
Вокзал розташований за 4 км на південний захід від центру міста та Соборної гори. Має виходи на вулиці: Ворошилова, Дзержинського, Радянська, 1-й Ногинський проїзд. Поруч зі станцією — пересадковий вузол на автобуси (переважно обслуговується ДУП МО «Мострансавто») міських маршрутів, а також приміських й міжміських автобусних маршрутів, що сполучають Серпухов із населеними пунктами Серпуховського району та містами: Москва, Тула, Калуга, Обнінськ, Таруса, Кремьонки, Протвіно, Пущино, селищем Ферзиково тощо. Неподалік від станції розташовані торговельний комплекс та речовий ринок.

## Пасажирське сполучення
Станція обладнана двома пасажирськими платформами: бічною (низькою) та острівною (високою). 2 вересня 2013 року острівна платформа обладнана турнікетами. Для електропоїздів, що прямують в Серпухов з Москви та Тули, використовується лише острівна платформа, яка поєднана пішохідним мостом з Привокзальною площею (на заході) та мікрорайоном імені Ногіна (на сході).
Більшість швидкісних пасажирських поїздів на станції Серпухов не зупиняються, окрім швидкісних електропоїздів-експресів «Ластівка» № 725/726 Москва — Орел, № 721/724 та 723/722 Москва — Курськ та швидкісних електропоїздів-експресів № 7047/7048, 7049/7050, 7051/7052 Москва — Тула. Час в дорозі від станції Серпухов до Курського вокзалу Москви складає близько 2 годин (для звичайних приміських електропоїздів) та близько 1 години (при користуванні швидкісними електропоїздами-експресами).

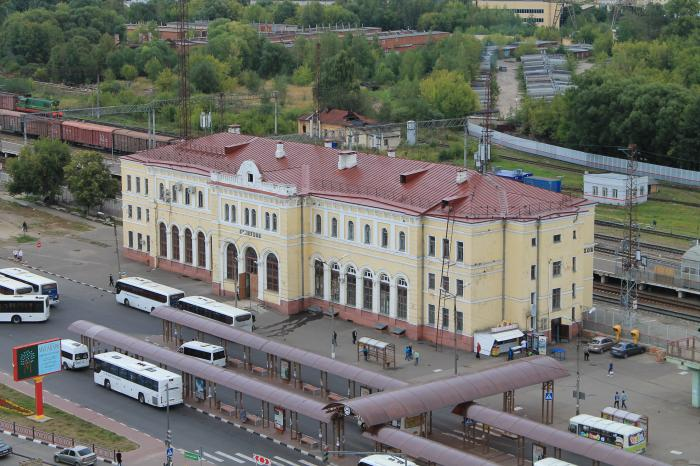
Автостанція біля вокзалу
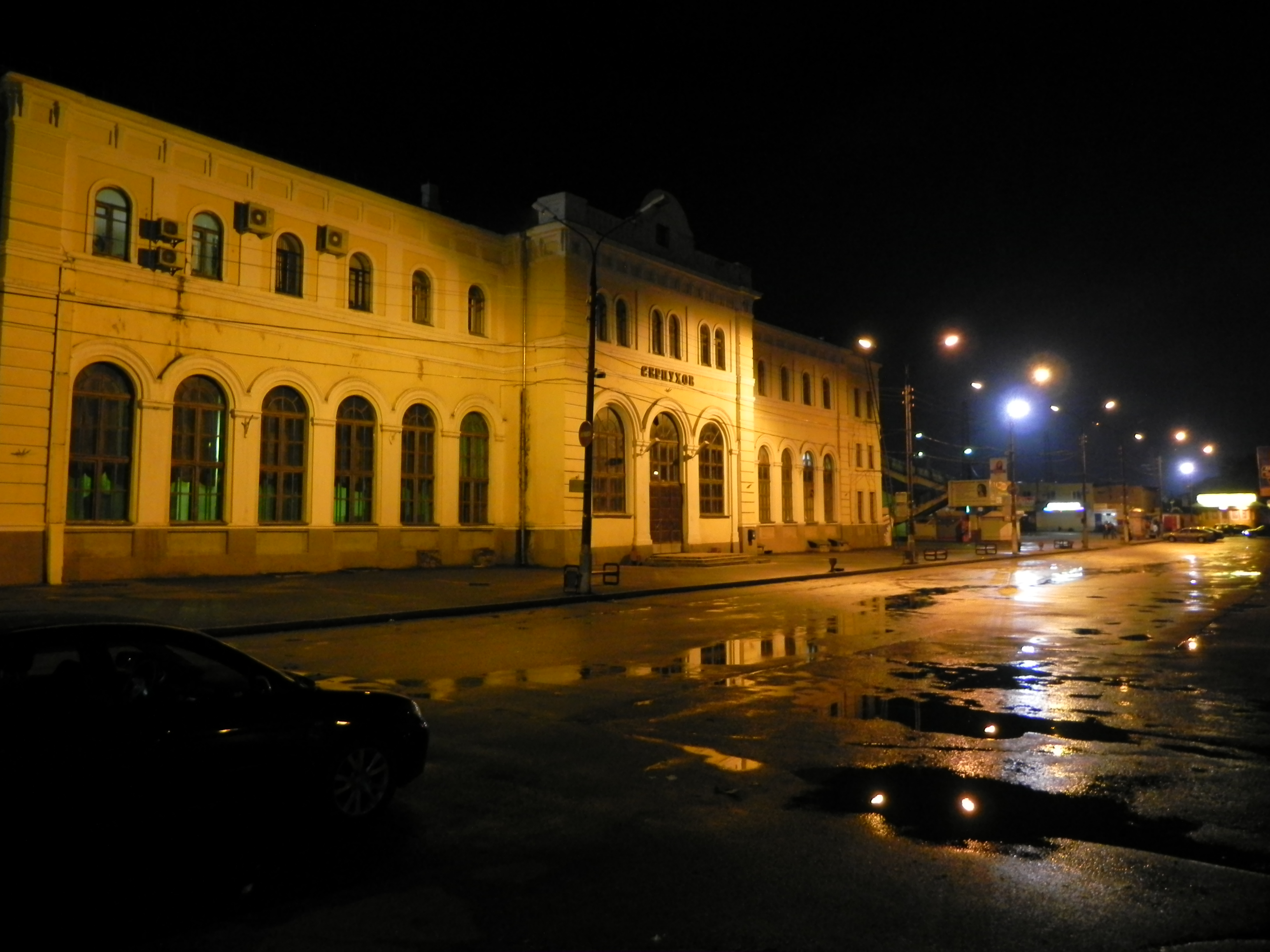
Вокзал вночі
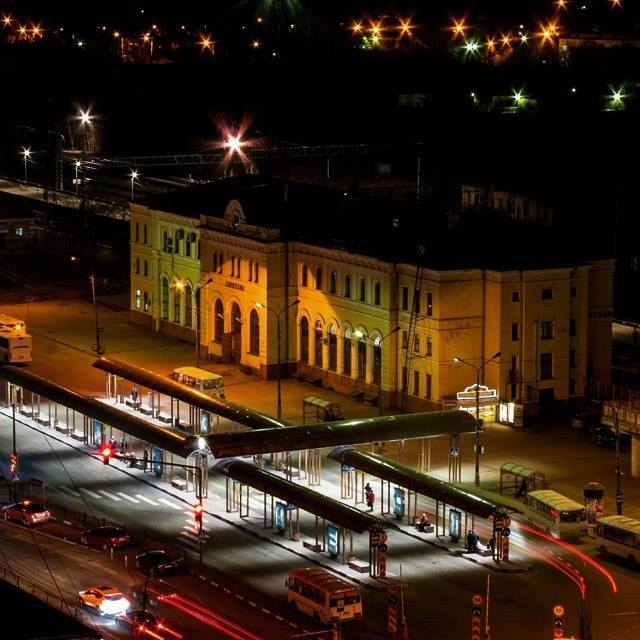
Привокзальна площа вночі
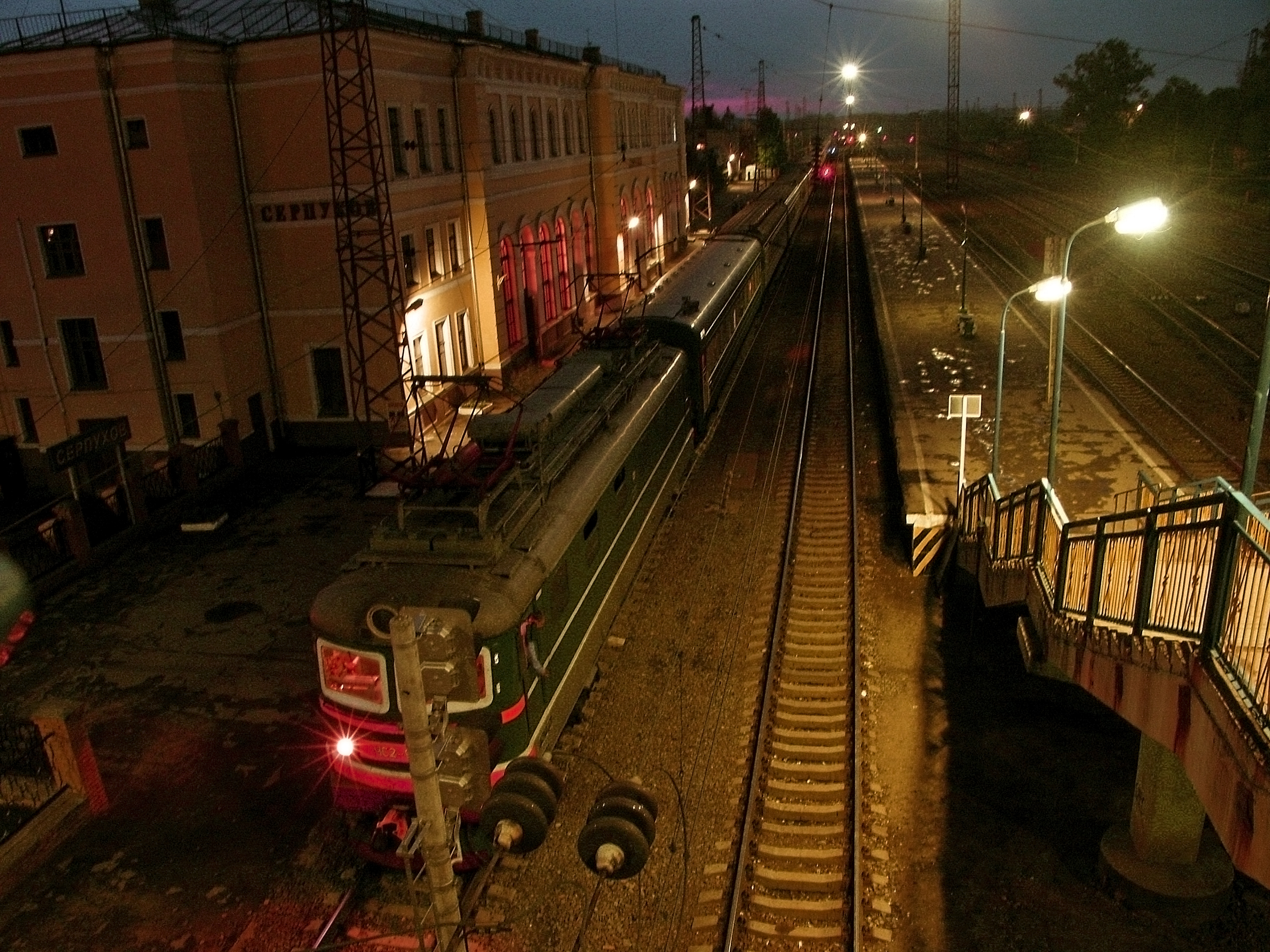
Поїзд на станції Серпухов

Вартість проїзду в автобусах значно дешевше ніж користування в електропоїздах та й курсують помітно частіше. У Москві відправляються від станції метро  «Лісопаркова» кожні 15—30 хвилин на Серпухов (№ 458, кінцева зупинка на площі біля залізничного вокзалу), а також 1—2 рази на годину до міста Протвіно (№ 368, в Серпухові зупиняється на площі Революції, до вокзалу не під'їжджають). Час у дорозі — 1 год. 15 хв., у час пік — 1 год. 30 хв.

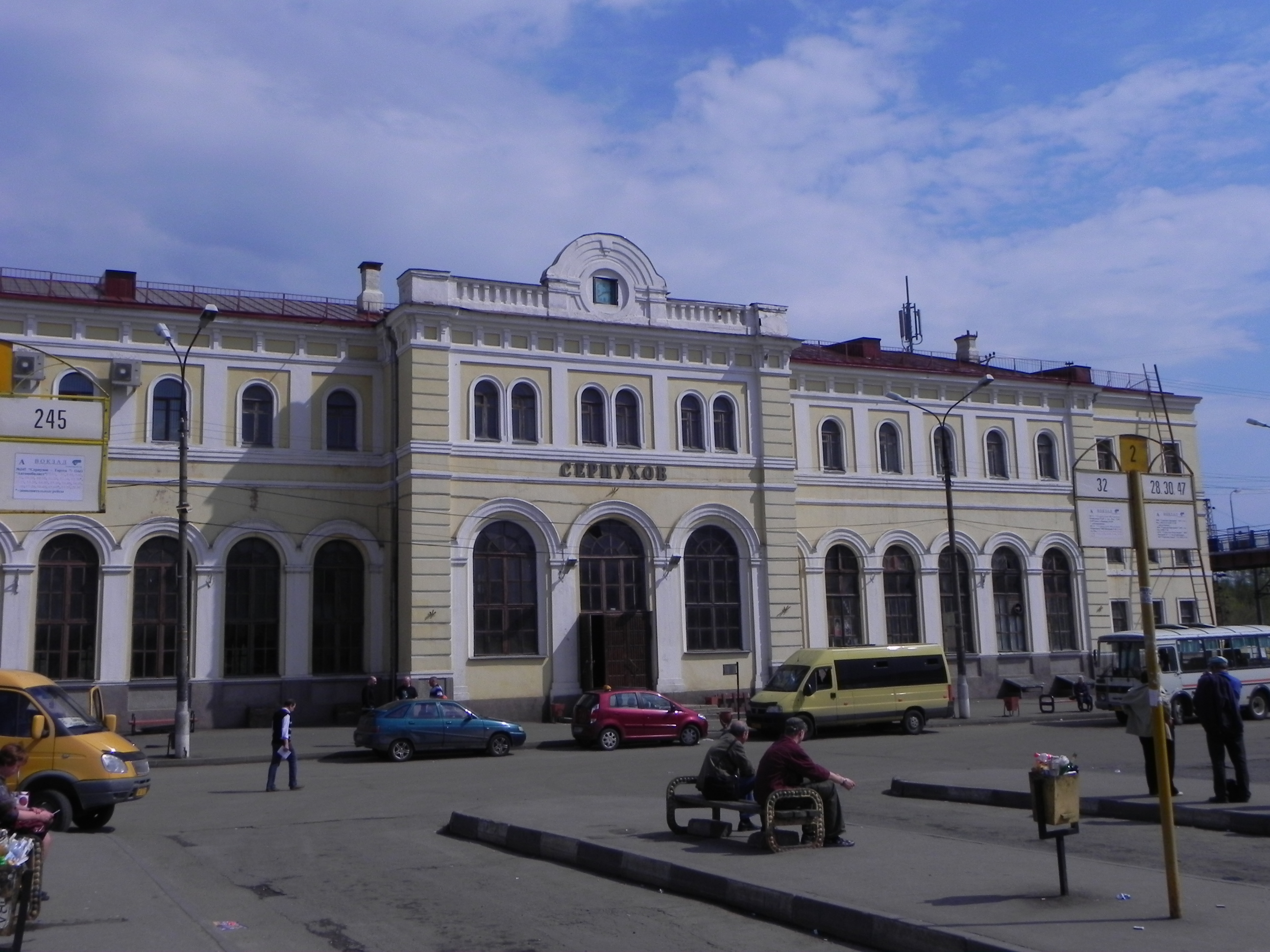
Вигляд з Привокзальної площі
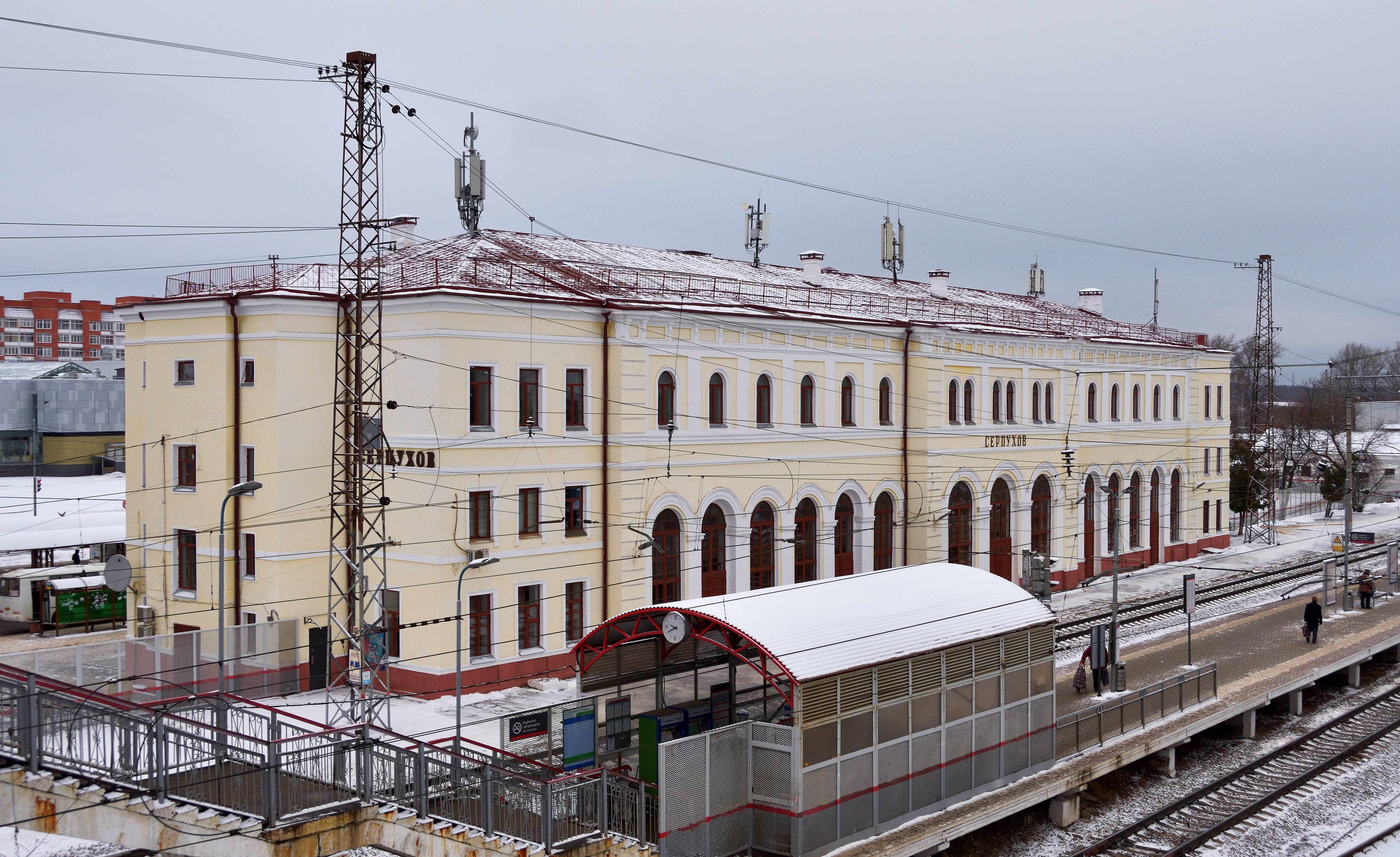
Вигляд з платформ
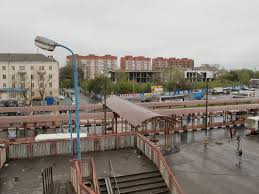
Платформи
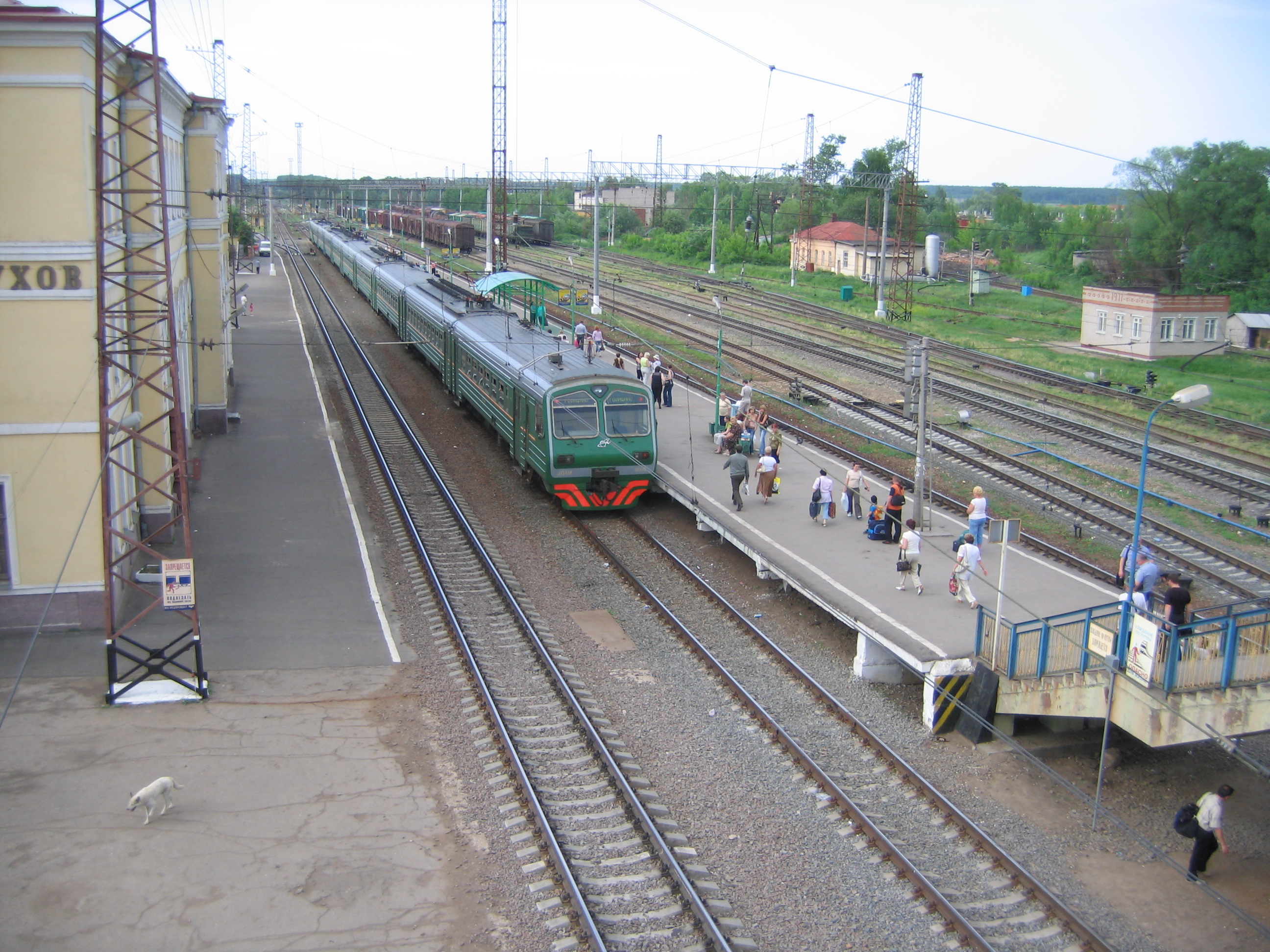
Електропоїзд ЕД4М